# Toller Cranston
Toller Shalitoe Montague Cranston (Hamilton, 20 de abril de 1949-San Miguel de Allende, 24 de enero de 2015) fue un patinador artístico, pintor, escritor y actor canadiense. Ganó los campeonatos nacionales de 1971-1976, la medalla de bronce mundial de 1974 y la medalla de bronce olímpica de 1976. A pesar de nunca ganar en el Campeonato Mundial de Patinaje Artístico debido a sus no logradas figuras obligatorias, ganó la medalla de patinaje libre en los campeonatos de 1972 y 1974. Muchos le atribuyen a Cranston haber aportado un nuevo nivel de arte al patinaje artístico masculino.

## Primeros años
Cranston nació en Hamilton, Ontario, en 1949 y creció en Kirkland Lake. Cuando tenía 11 años, su familia se mudó a los suburbios de Montreal.  Al crecer, Cranston tuvo una relación incómoda con su familia, especialmente con su madre, que era pintora y de quien dice que tenía una personalidad dominante y egocéntrica. Más tarde comparó su infancia con «estar en la cárcel». Después de la escuela secundaria, Cranston asistió a la École des beaux-arts de Montréal.

## Carrera

### Como escritor
En 1976, se asoció con su representante personal Elva Oglanby para escribir su primer libro, Toller, una mezcla de autobiografía, bocetos, poemas, pinturas, humor y observaciones irónicas; alcanzó el segundo lugar en las listas de libros de no ficción en Canadá. Cranston coescribió la autobiográfica Tollerance cero (1997) con Martha Lowder Kimball y un segundo volumen, When Hell Freezes Over: Should I Bring My Skates? (2000), también con Kimball. Aunque describió una cita sexual entre él y Ondrej Nepela en el segundo libro, así como aventuras con mujeres, en sus libros se presenta como si hubiera vivido sin formar fuertes lazos románticos o emocionales.

### Como pintor
Después de dejar la Ecole des Beaux Arts, Cranston se convirtió en un artista autosuficiente. Realizó su primera exhibición en la casa de su entrenadora Ellen Burka en la primavera de 1969. En noviembre de 1971, tuvo otra exitosa exposición individual en Toronto, resultado de casi un año de trabajo. A partir de entonces, continuó teniendo exhibiciones en galerías y museos, con más de 250 exhibiciones en todo el mundo. Continuó pintando incluso después de su jubilación. Hasta febrero de 2022, sus pinturas se exhiben en la Donna Child Fine Art Gallery de Toronto.

### Como patinador

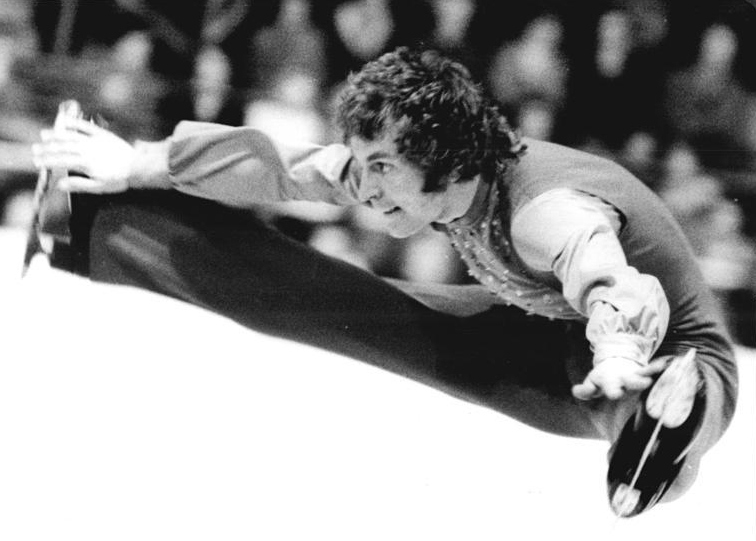
Cranston realiza un salto dividido en el Campeonato Mundial de Patinaje Artístico de 1974.

Comenzó a patinar a la edad de 7 años, cuando sus padres le compraron patines de hockey. Experimentó por su cuenta tratando de bailar sobre el hielo, hasta que tiempo después le dijeron que lo que hacía se llamaba «patinaje artístico». Su madre se mostró reacia a permitirle dedicarse seriamente a dicho deporte, sin embargo a la edad de 11 años conoció a Eva Vasak, quien quedó impresionada por su talento y se ofreció a entrenarlo de forma gratuita. Vasak lo entrenó durante los siguientes ocho años.
Cuando Cranston tenía 13 años, desarrolló la enfermedad de Osgood-Schlatter e inicialmente le dijeron que nunca volvería a patinar. Después de ocho semanas enyesado, reanudó el entrenamiento y ganó el Campeonato Canadiense Juvenil de 1964 al mes siguiente. Sin embargo, en los años siguientes, Cranston tuvo poco éxito en el nivel profesional.
Después de no haber formado parte del equipo canadiense para los Juegos Olímpicos de Invierno de 1968, Cranston quedó desanimado, sin embargo su carrera dio un giro en la temporada siguiente cuando comenzó a trabajar con la entrenadora Ellen Burka en Toronto. Burka le pidió que hiciera repasos completos de todo su programa y sus resultados comenzaron a mejorar, logrando quedar tercero en los campeonatos canadienses en 1969 y segundo en 1970.
Ganó su primer título nacional en 1971 con una actuación que incluyó un triple Salchow y saltos en bucle. Fue en la temporada de 1972 cuando realmente estableció su reputación en el deporte. En los campeonatos canadienses de 1972, sus calificaciones incluyeron cuatro 6.0 en impresión artística y seis 5.9 en mérito técnico.
Cranston patinó poco elaborados números obligatorios en los Juegos Olímpicos de Invierno de 1972, pero cumplió con un programa fuerte para terminar quinto en el patinaje libre. En el Campeonato Mundial de Patinaje Artístico de 1972, ganó la medalla de patinaje libre. Volvió a ganar la misma medalla en el Campeonato Mundial de Patinaje Artístico de 1974, además de ganar la medalla de bronce general. También fue medallista de bronce olímpico de 1976 y volvió a ganar la medalla de patinaje libre.

#### Palmarés internacional
| Juegos Olímpicos   | Juegos Olímpicos    | Juegos Olímpicos  | Juegos Olímpicos     |
| Año                | Lugar               | Medalla           | Categoría            |
| ------------------ | ------------------- | ----------------- | -------------------- |
| 1976               | Innsbruck (Austria) | Medalla de bronce | Individual masculino |
| Campeonato Mundial |                     |                   |                      |
| Año                | Lugar               | Medalla           | Categoría            |
| 1974               | Múnich (Alemania)   | Medalla de bronce | Individual masculino |

### Como actor y comentarista de televisión
Después de 1976, Cranston comenzó una larga carrera de teatro y televisión. Continuando con su anterior objetivo de desarrollar «teatro sobre hielo», Cranston actuó y protagonizó el espectáculo de Broadway, The Ice Show, concebido y dirigido por Myrl A. Schreibman, producido y presentado por Dennis Bass y presentado en el Palace Theatre de Broadway. El espectáculo sobre hielo se transmitió como un especial en Wide World of Sports de ABC grabado en la arena de Montreal, Canadá. Más tarde realizó una gira por Europa con Holiday on Ice, y en 1983 apareció en una producción de corta duración en el Radio City Music Hall junto a Peggy Fleming y Robin Cousins.
Durante este período, Cranston participó regularmente en el programa de televisión de variedades canadiense Stars on Ice, y apareció en la serie similar de NBC The Big Show en 1980. En 1983 interpretó al personaje de Tybalt en Romeo and Juliet on Ice, una producción protagonizada por Brian Pockar y Dorothy Hamill como los personajes principales. Hizo una aparición en el cortometraje de 1983 I Am a Hotel, un video musical con canciones de Leonard Cohen. También aparece en la contraportada del álbum Hejira de Joni Mitchell.
Fue comentarista de televisión en CBC para eventos de patinaje artístico. Sin embargo, en 1991, la CBC lo despidió, citando preocupaciones de la Asociación Canadiense de Patinaje Artístico de que sus comentarios, a menudo brutalmente francos y obstinados, denigraban a los patinadores canadienses. Cranston presentó una demanda contra la CBC que finalmente se resolvió a su favor.

## Últimos años
En el verano de 1990, Cranston aceptó entrenar al patinador estadounidense Christopher Bowman, quien se mudó a su casa en Toronto. Sin embargo Bowman llevaba un estilo de vida de alta dependencia a las drogas lo cual causó que Cranston lo echara de su casa en el otoño de 1991. Mientras tanto, Cranston se había deprimido tanto que no podía pintar y también comenzó a consumir drogas. A finales de los años 90 vendió su casa de Toronto, que estaba repleta de obras de arte que había coleccionado a lo largo de los años, y compró una casa en San Miguel de Allende, Guanajuato. Su casa y estudio estaban opulentamente decorados con sus obras. El trabajo de Cranston a menudo incorporaba temas relacionados con el patinaje.
En 2010, Cranston volvió a patinar por un corto tiempo como juez invitado de Battle of the Blades, un programa de competencia de realidad de patinaje artístico en CBC Television. En 2013, fue nombrado Artista Oficial de Skate Canada y produjo el cartel de la firma para Campeonato Mundial de Patinaje Artístico sobre Hielo de 2013 en London, Ontario.

### Fallecimiento
Cranston fue encontrado muerto en su residencia por un aparente ataque al corazón en la mañana del 24 de enero de 2015, a la edad de 65 años. Skate Canada le rindió homenaje con un momento de silencio en el Campeonato Canadiense de Patinaje Artístico en Kingston, Ontario, que se estaba celebrando en el momento de su muerte. El testamento de Cranston fue declarado inválido y sus hermanos quedaron en control de la herencia y vendieron más de 12,000 artículos de su colección.

### Legado
Cranston fue incluido en el Salón de la Fama de los Juegos Olímpicos de Canadá en 1976, el Salón de la Fama del Deporte de Ontario en 1996, el Salón de la Fama del Patinaje Artístico de Canadá en 1997, el Salón de la Fama del Deporte de Canadá en 1997 y el Paseo de la Fama de Canadá en 2003. Fue nombrado Oficial de la Orden de Canadá en 1977 y recibió una Orden Olímpica Especial de la Asociación Olímpica Canadiense en 1995. Fue incluido en el Salón de la Fama del Patinaje Artístico Mundial en 2004.